# Acasta Gneiss

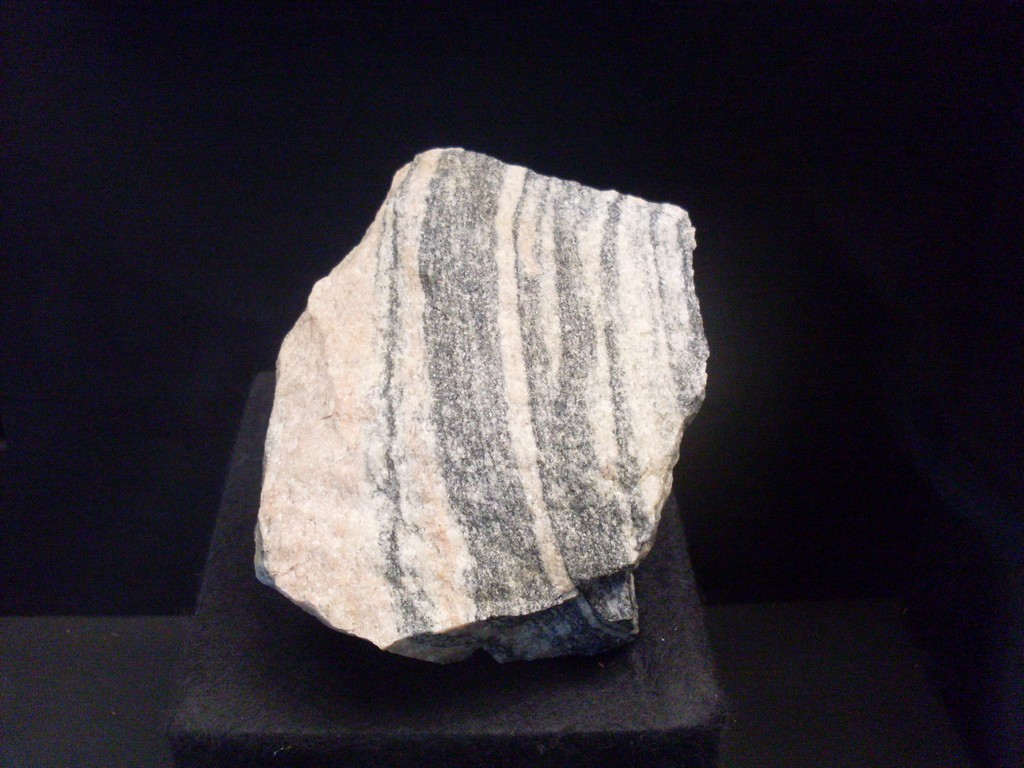
Acasta Gneiss

Acasta Gneiss je označení pro skalní výchoz, tvořený rulou, který se nachází v Severozápadních teritoriích v Kanadě. Jedná se o jedny z nejstarších hornin na Zemi, staré až 4031 milionů let. Výchoz byl pojmenován podle nedaleké řeky Acasta.